# Raymond Janin
Raymond Janin (ur. 31 sierpnia 1882, zm. 12 lipca 1972) – francuski asumpcjonista, historyk, bizantynolog. 
Autor wielu prac z zakresu historii kościołów wschodnich i geografii historycznej cesarstwa bizantyńskiego. 

## Wybrane publikacje
- La Thrace : Études historique et géographique (1920)
- Les Églises orientales et les rites orientaux (1922)
- Saint Basile, archevêque de Césarée et Docteur de l’Église (1929)
- Les Églises séparées d’Orient (1930)
- Constantinople byzantine.  Développement urbain et répertoire topographique (1950)
- La Géographie ecclésiastique de l’empire byzantin (1953)